# En liknelse ljuvlig och klar
En liknelse ljuvlig och klar är en svensk psalm av Olaus Petri som bygger på Matteusevangeliet 20.

## Publicerad i
- Göteborgspsalmboken under rubriken "Om Gudz Barmhertigheet".[2]
- Den svenska psalmboken 1694 som nummer 234 under rubriken "Psalmer öfwer Några Söndags Evangelier".[3]
- Den svenska psalmboken 1695 som nummer 202 under rubriken "Psalmer Öfwer några Söndags Evangelier".[1]